# Sönnebüll
Sönnebüll (dänisch: Sønnesbøl, auch Sønnebøl, nordfriesisch: Säänebel) ist eine Gemeinde im Kreis Nordfriesland in Schleswig-Holstein.

## Geografie

### Geografische Lage
Das Gemeindegebiet von Sönnebüll erstreckt sich beidseits des Übergangs von Hoher Geest zum ostnordöstlich befindlichen Sandergebiet auf der Schleswigschen Geest südöstlich des Stollbergs in der Mitte Nordfrieslands. Der höchste Punkt des Gemeindegebiets befindet sich auf einer den gesamten Ort prägenden und während der Saaleeiszeit aufgeschobenen Endmoräne im Ortsteil Friedensburg. An dessen nördlichen Ausläufern hat sich das Dorfzentrum Sönnebülls ausgeprägt.

### Nachbargemeinden
Angrenzende Gemeindegebiete zu Sönnebüll sind:
|           | Bordelum                                    |           |
| Bredstedt | Kompassrose, die auf Nachbargemeinden zeigt |           |
|           | Breklum                                     | Vollstedt |

### Ökologie
Im Gemeindegebiet kommt das Breitblättrige Knabenkraut vor. Dieses steht auf der Roten Liste gefährdeter Tiere, Pflanzen und Pilze Deutschlands.

## Geschichte
Der Ort wurde 1462 erstmals erwähnt und bedeutet Siedlung des Sönne. Sönne ist ein Rufname, der dem gotländischen Sunja entspricht. Die Endung -büll entspricht dem dänischen -bøl und dem nordfriesischen -bel und bedeutet Siedlung. Im nordischen Raum gibt es eine Reihe weiterer ähnlicher Ortsnamen (vgl. Sønderlev bei Hørring/Dänemark oder Sunneryd bei Linköping/Schweden). Der Ort gehört historisch dem Kirchspiel Breklum innerhalb der Nordergoesharde an. Nach dem Deutsch-Dänischen Krieg 1864 kam der Ort von Dänemark zu Preußen.
Der Bredstedter Ton, ein marines Glimmertonsediment, das in Sönnebüll für die Ziegelei abgebaut wurde, ist vor über fünf Millionen Jahren entstanden.
Am 1. April 1934 wurde die Kirchspielslandgemeinde Breklum aufgelöst. Alle ihre Dorfschaften, Dorfgemeinden und Bauerschaften wurden zu selbständigen Gemeinden/Landgemeinden, so auch Sönnebüll.

## Politik

### Gemeindevertretung
Bei der am 14. Mai 2023 durchgeführten Gemeindewahl errang die Wählergemeinschaft AWGS wiederholt alle neun Plätze in der Gemeindevertretung. Die Wahlbeteiligung lag bei 57,4 Prozent.

### Bürgermeisterin
Die Gemeindevertretung in der Wahlperiode 2023–2028 hat am 7. Juni 2023 Katharina Frauen (AWGS) zur Bürgermeisterin der Gemeinde Sönnebüll gewählt.

### Wappen
Beschreibung des Wappens: „Von Blau und Grün geteilt durch einen schmalen, dreibogigen goldenen Balken, davon der rechte gering und der mittlere Bogen leicht erhöht sowie der linke Bogen leicht gesenkt, die Bögen im Verhältnis 1 : 2 : 2. Oben rechts drei nach links geneigte goldene Bäume, oben links eine goldene Sonne über einem goldenen Langhaus, unten eine dreireihige goldene Ziegelsteinmauer.“

## Wirtschaft und Infrastruktur
Die Gemeinde ist überwiegend landwirtschaftlich geprägt, wobei besonders die Milchwirtschaft von Bedeutung ist. Außerdem gibt es einen Bürgerwindpark mit sieben Windturbinen sowie private Einzelanlagen.
Die verkehrsmäßige Erschließung der Gemeinde erfolgt überregional überwiegend im Individualverkehr. Als Hauptachse führt durch das Gemeindegebiet die schleswig-holsteinische Landesstraße 12. Diese zweigt in der benachbarten Stadt Bredstedt von der Bundesstraße 5 ab und führt in nordöstlicher Richtung nach Wanderup an der Bundesstraße 200.
Östlich des Ortes zweigt von der Landesstraße die nordfriesische Kreisstraße 46 ab. Diese historisch bedeutsame Route gewann ihre Bedeutung als Teil des Westjütischen Ochsenwegs. Abseits der Ausweisung als Kreisstraße führt diese Route als gemeindlicher Verbindungsweg durchs östliche Gemeindegebiet und verbindet mehrere Dörfer der Nachbargemeinden Langenhorn, Bordelum, Vollstedt und Drelsdorf miteinander.
Im Nahbereich ist der Ort über ein umfassend ausgeschildertes Radverkehrsnetz an die umliegenden Ortschaften angebunden. Entlang der zuvor genannten Hauptverkehrsstraßen sind parallel verlaufende Radwege ausgebaut.
Im ÖPNV kann Sönnebüll u. a. mittels der Buslinie 130 (Fahrtroute Flensburg-Bredstedt) oder mittels der Linie 132 (Vollstedt-Bredstedt) erreicht werden. Des Weiteren besteht seit dem 17. April 2023 die Möglichkeit, den sogenannten „Lüttbus“ zu buchen. Dies ist sowohl per App, als auch per Telefon möglich. In Bredstedt besteht direkter Übergang zum überörtlichen SPNV auf der Marschbahn sowie dem Sylt Shuttle Plus.